# Pasta genovese
La pasta genovese, anche detta génoise è un dolce francese anche tipico in Italia.

## Storia
Benché abbia certamente delle correlazioni con il ben più noto Pan di Spagna, la genovese è un'invenzione del pasticciere francese François Massialot, che la lanciò nel 1722.
Durante l'Ottocento, il pasticcere Auguste Julien Chiboust preparò una sua versione del dolce usando farina d’ungheria con fecola di patate, uova, burro, zucchero e aromi che nominò génoise ("genovese"), forse in onore dei francesi guidati da Andrea Massena rimasti arroccati a Genova durante la storica campagna militare contro gli austriaci del 1800.

## Descrizione
L'impasto è simile al pan di Spagna ma si differenzia per l'utilizzo del burro, risultando quindi più soffice. Inoltre prevede l'utilizzo delle uova già montate a caldo assieme allo zucchero. Il dolce può essere preparato sostituendo parte della farina con il cacao o aggiungendo del caffè solubile. Una génoise artigianale può essere conservata nel congelatore per almeno tre mesi.
Ideale da consumare con una spolverata di zucchero a velo, e/o tagliata in più strati e farcita, la pasta genovese costituisce la base per molte torte soffici, ripiene e ricoperte preparate nell'Europa settentrionale.